# Georgi Martynowitsch Kert

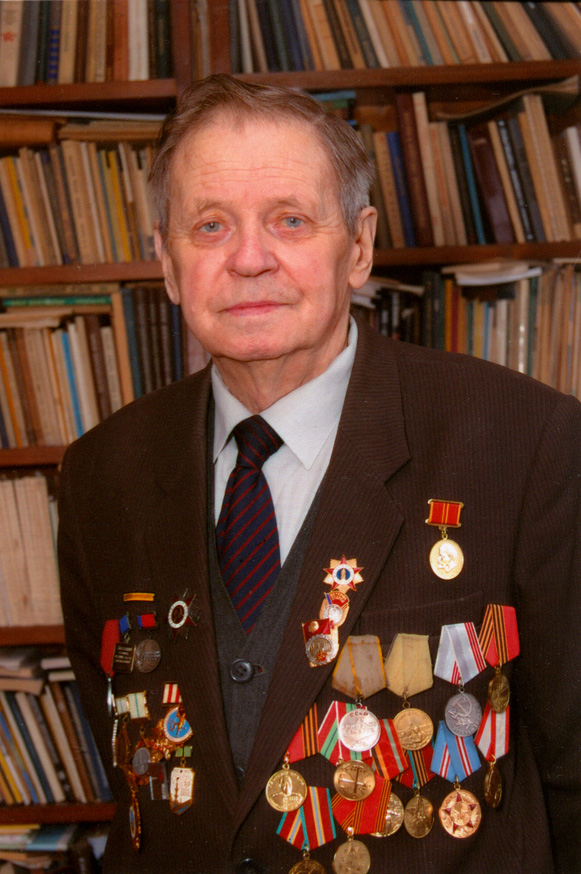
Georgi Martynowitsch Kert

Georgi Martynowitsch Kert (russisch Гео́ргий Марты́нович Керт; * 1. Februar 1923 in Kamenka bei Petrograd; † 26. September 2009 in Petrosawodsk) war ein sowjetischer russischer Sprachwissenschaftler und Spezialist für ostseefinnische und samische Sprachen Russlands.

## Leben
Georgi Kert wurde am 1. Februar 1923 im Dorf Kamenka (heute Rajon Lomonossow in der Oblast Leningrad) geboren. Nach seinem Schulabschluss wurde er als junger Erwachsener in die Rote Armee eingezogen und nahm am Zweiten Weltkrieg teil, wo er während der Leningrader Blockade 1944 verwundet wurde.
Nach dem Krieg schrieb sich Kert als Student der Finnougristik an der Philologischen Fakultät der Staatlichen Universität Sankt Petersburg ein. Sein Studium absolvierte er mit Auszeichnung 1950. Anschließend war er Aspirant (Doktorand) am sprachwissenschaftlichen Institut der Akademie der Wissenschaften der UdSSR in Leningrad und wurde 1953 mit einer Dissertation zu Verben im Finnischen zum Kandidaten fil. nauk (Dr. phil.) promoviert. Sein Doktorvater war Iwan Meschtschaninow.
Nach der Promotion trat Kert eine Stelle als Forscher am Institut für Sprache, Literatur und Geschichte der karelischen Regionalabteilung der Akademie in Petrosawodsk an. Zwischen 1959 und 1986 war er der Leiter der sprachwissenschaftlichen Abteilung dieses Instituts. Als Sprachwissenschaftler beschäftigte er sich zu dieser Zeit vor allem mit der Dokumentation und Beschreibung der samischen Sprachen auf der Halbinsel Kola. Wesentlichen Anteil an der Spezialisierung in diesem Feld hat Kerts erster Lehrer in Finnougristik Dmitri Wladimirowitsch Bubrich. Diesem bekannten russischen und sowjetischen Finnougristen fühlte sich Kert seines Lebens tief verbunden. 1975 widmete er ihm eine biographische Monographie.
1972 hat sich Kert zum doktor fil. nauk (Privatdozent) habilitiert. Seine Habilitationsschrift über das Kildinsamische, veröffentlicht 1971, war die erste umfassende deskriptive Grammatik einer ostsamischen Sprache.
Neber den Samischen Studien hat Kerts Schaffen eine große Bedeutung für die Ortsnamenforschung in Karelien. Er war es, der dieses Feld zum Begin der 70er Jahre etablierte.
Georgi Kert starb am 26. September 2009 in Petrosawodsk.

## Schriften (Auswahl)
- 1961. Obrastsy saamskoj retschi. Moskau
- 1971. Saamski jasyk (kildinski dialekt). Leningrad
- 1975. Dmitri Wladimirowitsch Bubrich 1890–1949. Leningrad
- 1985. Slowar saamsko-russki i russko-saamski. Leningrad
- 1988. Obrastsy saamskoj retschi. Moskau (Hrsg. zus. mit W. S. Panfilow u. P. M. Sajkow)
- 2009. Saamskaja toponimnaja leksika. Petrosawodsk

## Auszeichnungen
- Orden des Vaterländischen Krieges 1. Klasse[2]
- Medaille des Verdienstordens für das Vaterland 2. Klasse